# Tapasztalati képlet (fizika)
A fizikában a tapasztalati képlet olyan matematikai egyenlet, amely helyesen adja meg az észlelt értékeket, de nem közvetlenül alapelveken vagy törvényeken, hanem kísérleti eredményeken vagy feltételezéseken alapul.
Ilyen volt például az 1888-ban felállított Rydberg-formula, mellyel a hidrogénatom színképvonalainak hullámhosszát jósolták meg. Ennek segítségével nagyon pontosan előrejelezték a Lyman-sorozathoz tartozó hullámhosszakat, de a képlet elméleti alapjai hiányoztak, amíg Niels Bohr 1913-ban fel nem állította az atomok Bohr-modelljét.